# کد مخازن تحت فشار و دیگ بخار انجمن مهندسان مکانیک آمریکا
استاندارد یا کد مخازن تحت فشار و دیگ بخار انجمن مهندسان مکانیک امریکا قواعد و معیارهای طراحی، ساخت و بازرسی دیگ‌های بخار و مخازن تحت فشار را شامل می‌شود. تجهیزات تحت فشار که مطابق با این استاندارد ساخته می‌شوند دارای طول عمر مفید بالا می‌باشند و در نتیجه نیروی انسانی و اموال مجاور تجهیزات تحت فشار حفاظت بیشتری می‌شوند. تدوین این استاندارد در سال ۱۹۱۱ پس از وقوع چندین مورد انفجار دیگهای بخار شروع شد و در سال ۱۹۱۴ اولین نسخه آن به چاپ رسید و از آن زمان به طور دوره‌ای تجدید چاپ می‌شود. این استاندارد در بسیاری از کشورها به عنوان مرجع اصلی برای طراحی مخازن تحت فشار مورد استفاده قرار می‌گیرد.